# Elektronvolt
Elektrónvolt (oznaka eV) je količina energije, ki jo pridobi ali izgubi posamezen nevezan elektron pri preletu elektrostatične potencialne razlike enega volta (v vakuumu seveda). To je za makroskopske sisteme zelo majhna količina energije
1 eV ≈ 1,602 · 10-19 J.
Velikost elektronvolta morajo določiti eksperimentalno. Trenutna privzeta natančna vrednost od leta 1998 je 1,602 176 462 · 10-19 J. Enota se lahko uporablja skupaj z drugimi enotami SI.
V fiziki osnovnih delcev se uporablja tudi milijonkrat večja enota megaelektronvolt (1 MeV = 106 eV) za merjenje mas osnovnih delcev z uporabo enačbe iz posebne teorije relativnosti:
E = mc2
kjer je E energija, m masa in c hitrost svetlobe v vakuumu. V teh enotah je masa elektrona približno 0,5 MeV in masa protona približno 940 MeV. Energija 1 eV je tako enaka masi 1,782 662 · 10-36 kg, oziroma 1,073 544 37 · 10-9 atomskih enot mase.
Energija nabitih delcev v jedrski eksploziji je za primerjavo od 0,3 do 3 MeV. Običajna molekula v ozračju ima kinetično energijo okoli 0,03 eV. Vezavna energija elektrona v osnovnem stanju vodikovega atoma je 13,61 eV.
Energijo delca v elektronvoltih pretvorimo v njegovo temperaturo v kelvinih, če jo pomnožimo z 11,604.